# Gradska općina Ptuj
Gradska općina Ptuj (slo.:Mestna občina Ptuj) je općina u sjevernoj Sloveniji u pokrajini Štajerskoj i statističkoj regiji Podravskoj. Središte općine je grad Ptuj.

## Zemljopis
Općina Ptuj nalazi se u istočnom dijelu Slovenije, u slovenskom dijelu Štajerske. Općina se nalazi u dolini rijeke Drave.
U općini vlada umjereno kontinentalna klima.
Jedini bitan vodotok u općini je rijeka Drava. Neposredno nizvodno od grada nalazi se umjetno Ptujsko jezero na rijeci Dravi.

## Naselja u općini
Grajena, Grajenščak, Kicar, Krčevina pri Vurbergu, Mestni Vrh, Pacinje, Podvinci, Ptuj, Spodnji Velovlek, Spuhlja

## Vanjske poveznice
- Službena stranica općine